# Kilroy was here

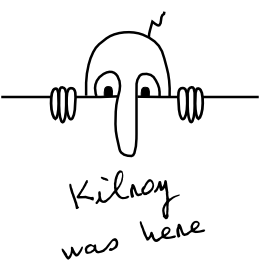
Kilroy was here

Kilroy was here (Kilroy był tutaj) – jedna z najbardziej znanych na świecie inskrypcji, wykonywanych w formie graffiti. Po raz pierwszy pojawiła się i zyskała popularność w czasie II wojny światowej.
Napisem Kilroy was here oraz towarzyszącym mu schematycznym rysunkiem, przedstawiającym postać wychylającą się zza muru, amerykańscy żołnierze ozdabiali ściany w miejscach obozowania. Rysunek przedstawiający Kilroya wzorowany jest na postaci z komiksu Chad George’a Edwarda Chattertona. Pierwowzorem postaci Kilroya był najprawdopodobniej James J. Kilroy, amerykański inspektor okrętowy, pracujący w czasie wojny w stoczni w Massachusetts, który oznaczał napisem Kilroy was here kontrolowane przez siebie maszyny. Z inskrypcją związanych jest wiele legend – m.in. Hitler miał wierzyć, że Kilroy jest amerykańskim superszpiegiem. Inskrypcję można odnaleźć praktycznie na całym świecie, m.in. na Statui Wolności czy Łuku Triumfalnym. Odpowiednikami Kilroya w innych krajach są m.in. Clem (Kanada), Overby (w latach 60. w Los Angeles), Foo (Wielka Brytania i Australia – zobacz też Foo w informatyce).
W Polsce dużą popularnością cieszy się podobna żartobliwa inskrypcja: Tu byłem. Tony Halik, bądź Tu byłem. Tkaczuk lub charakterystycznie stylizowany symbol ŁH. Na podobnej zasadzie w środowisku speleologów funkcjonuje Byłem tu. M. Pulina które można znaleźć w trudno dostępnych miejscach w wielu jaskiniach w Polsce i na świecie.

## W kulturze popularnej
- Rysunek ten, opatrzony napisem „UP YOURS, BABY” pojawia się w finałowej scenie filmu Złoto dla zuchwałych (oryg. Kelly's Heroes), gdy jeden z żołnierzy wchodzi do pustego już banku
- W grze komputerowej Brothers in Arms: Hell’s Highway w której wcielamy się w oddziały amerykańskiej armii podczas drugiej wojny światowej, jednym z zadań jest znajdowanie specjalnych ścian, na których maluje się właśnie rysunek i tekst „Kilroy Was Here”
- W serialu M*A*S*H (sezon 4, odc. 6, „The Bus”) Sokole Oko Pierce podpisuje „Kilroy” wychylającego się z okna B.J. Hunnicutta
- W grze Painkiller na poziomie ,,Opera House” można znaleźć ów rysunek i tekst „Joker wus here”
- W grze Serious Sam 3: BFE na pierwszym poziomie znajduje się graffiti napisane w obcym języku. Po odczytaniu jest to napis „Kilroy was here”
- W grze Sniper Elite V2 w jednym z osiągnięć jest przedstawiony Kilroy z napisem (pol. wersja jęz.) Kilroy tu był
- W grze Call of Duty: WWII inskrypcje można znaleźć na wielu mapach w trybie wieloosobowym
- W 1983 roku amerykańska grupa rockowa Styx wydała album Kilroy Was Here